# محمد بن مخلد
محمد بن مخلد أحد رواة الحديث النبوي ، اسمه أبو عبد الله محمد بن مخلد بن حفص العطار الدوري البغدادي، ولد في بغداد عام 233 هـ الموافق 848  ، سمع الحديث من : يعقوب بن إبراهيم الدورقي، وأبا حذافة أحمد بن إسماعيل السهمي، ومحمد بن الوليد البسري، والحسن بن عرفة، ومحمد بن عثمان بن كرامة، وأحمد بن عثمان الأودي، والحسن بن محمد الزعفراني، وأحمد بن محمد بن يحيى القطان، ومسلم بن الحجاج ، وعبدوس بن بشر، وأبا السائب سلم بن جنادة، والحسن بن أبي الربيع، ومحمد بن عمر بن أبي مذعور، والزبير بن بكار ، وعيسى بن أبي حرب .
حدث عنه : ابن الجعابي، والدارقطني ، وابن شاهين ، وابن الجندي، وأحمد بن محمد بن الصلت الأهوازي، وأبو زرعة أحمد بن الحسين الرازي، والمعافى الجريري، وأبو الحسن محمد بن الفرات، وأبو الفضل نصر بن أبي نصر الطوسي العطار، وأبو عمر عبد الواحد بن محمد بن عبد الله بن المهدي الفارسي. له كتب كثيرة، منها: ما رواه الأكابر عن مالك، مجلس من أمالي أبي عبد الله العطار، وفوائد محمد بن مخلد، والمنتقى.
توفي في بغداد عام 331 هـ الموافق 943 .